# فصام شبه عصابي
الفصامَ شِبْه العُصَابي، هو اضطرابٌ نفسيٌّ مفترضٌ، يُصنف عند ظهور اثنين أو أكثر من أعراض الأمراض النفسية كالقلق والهيستيريا (أي: الهرع) والعُصَاب الرّهابي أو عُصَاب الوسواس القهري، وغالبًا ما يُعترف به على أنه اضطراب في الشخصية، وبشكل عام يُظهر المرضى أعراض قلق بارزة والتي تُمَوّه اضطرابًا ذهانيًّا كامنًا.
رغم أن الطَّبيبان النَّفيسان بول هوش وفيليب بولاتين قد ابتكرا مصطلح الفصام شِبْه العُصَابي في أربعينات القرن الماضي، إلا ان هذا المرض النفسيّ لم يعد يُعترف به كمرض سريري، وفي عام 1972 سُمي هذا المرض باضطراب الشخصية الحدية، وهو مصطلح صاغه الطبيب النفسي أوتو فريدمان كيرنبيرغ، ويشير إلى مجموعة من المشاكل الصحية واسعة النطاق.
إن الفصام شِبْه العُصَابي موجود في النسخة الروسية من التصنيف الإحصائي الدولي للأمراض والمشكلات الصحية الإصدار العاشر ICD-10
(رمزF21.3)، كما أنه مدرج في هذا التصنيف كاضطراب فصامي.

## الأعراض والعلامات
يمكن تشخيص الفصام شِبْه العُصَابي من خلال الفحص السريري وإجراء مختلف فحوصات الطب النفسي التي يقوم بها أخصائي الصحة النفسية وأيضا من خلال التوضيح الذي يقدمه المريض عن حالته، ولابد أن يتعرف المريض على اثنين من هذه الأعراض كحدٍ أدني ليُشخّص على أنه مصاب بالفصام شِبْه العُصَابي، وتختلف شدة الأعراض من شخص لآخر تبعًا لاختلاف حِدّة الاضطراب، وتُنظّم الأعراض ضمن عدة فئات: اضطرابات في التفكير والتواصل والاتصال، واضطرابات في تنظيم الانفعالات، واضطرابات في الوظائف اللاإرادية والوظائف الحسية الحركية، والقَلَق الكُليّ، والعُصَاب الكلي والعُمُوم جِنْسِي، ويمكن لتلك العرضين أو الأعراض أن تندرج تحت أي من هذه الفئات.

### اضطراب التفكير
- عدم القدرة على تحمل فكرة متواصلة وهادفة، وظهور الأفكار المتشابهة إلى حد ما على أنها نفس الفكرة. [6]
- ضعف في تكوين وإدراك المفاهيم، وعدم القدرة على دمج الأفكار الجديدة مع المفاهيم القديمة، وتنمية وغرس التجارب المنفصلة على أنها مفاهيم منفصلة رغم أن الفطرة هي *دمج هذه التجارب.

عدم القدرة على التمييز بين الحياة الواقعية والحياة الوهمية، فتبدوا الوقائع الحقيقية وكأنها وقائع مُتخيّلة وتظهر الأفكار الخيالية على أنها قد حدثت بالفعل. [7]
- ضعف الإدراك والتركيز.
- ظهور أفكار مُلحّة.
- الانغلاق الفكري، وهو عكس العَرَض السابق، وقد تبيّن أنه أيضا من أعراض الفصام شِبْه العُصَابي.
- ظهور اضطرابات في الوعي والإدراك والانتباه والتركيز، وعدم القدرة على تميز السلوكيات غير المرغوب فيها، والتَّحيُّر من فكرة أن الشخص له قدرة على التّأثير على الآخرين.
- تَغيُّر الإدراك الذاتي.
- الـمُفَارَقَة التارِيخِيَّة.

### ضعف التنظيم الانفعالي
- من السهل جدا إثارة قلق المريض، إذ يمكن أن تُحفز نوبة القلق لديه بأي تغيُّرٍ في نشاط أو مكان المريض، فقد يكون هذا التغير شيئا أو تجربة أو شخصا غير مألوف، مما قد يسبب له القلق.
- التعبير عن عدة مشاعر مختلفة في وقت واحد أو يكون التعبير عنها سريع التعاقب، فيظهر المريض مشاعر متقلبة لا يمكن التنبؤ بها. [7]
- لامبالاة المريض عند الاستجابة العاطفية أو عند الحفاظ عليها أو عند إيقافها، ويصعب التعامل مع غضبه، إذ أنه يعبر عن مشاعر الخوف والغضب والشعور بالذنب بطريقة غير ملائمة، فيكون إما متقلبًا أو إما متبلّدًا عند إظهار الاستجابات.
- الإلحاح عند طلب الحاجة والرفض بشدة عندما تعرض عليه، حيث يطلب حاجته ويرفضها في نفس الوقت.
- اِنْعِدَامُ التَّلَذُّذِ
- قلة اهتمام المريض عند التفاعل الودي مع الآخرين أو إظهار اهتمام مفرط.
- تظاهر وقيام المريض بسلوكيات منظمة مُحاوِلاً استعطاف الآخرين بذلك، فقد يستغلهم إما اجتماعيًا، أو جنسيًّا، أو فكريًا.
- عدم تقبل المريض للمشاعر العاطفية ورفض الإقرار بها، لأنه يعتبر العواطف دليلاً على الضعف.
- يتوق المريض لإرضاء جميع رغباته ويتوقع أنها ستلبٌّى له على الفور.

الوظائف اللاإرادية والوظائف الحسية الحركية
- ضعف الإدراك الحسي لدى المريض يُشوِّه الطريقة التي ينظر بها إلى نفسه.
- يعاني المريض من صعوبة شديدة عند اختيار ردود فعل مناسبة ومتسقة مع المواقف الاجتماعية أو عند مسايرة هذه المواقف، إذ تتّسم الردود العاطفية لدى المريض إما بالإفراط العاطفي أو إما بالبرود العاطفي.
- ظهور الطاقة بكميات متفاوتة، فقد يفتقر المريض إلى الطاقة في أوقات غير مناسبة، أو قد تزيد طاقته في أوقات غير مناسبة. [7]

### القلق
يُحفَّز القلق عن طريق حَفَّاز ثانوي وهي مادة تساعد على التحفيز، وقد يستمر القلق لفترة طويلة حتى بعد اختفاء ذلك الحَفَّاز.
إن القَلَق الكُليّ هو وجود عدة أعراض عُصَابيّة مثل ما يلي:
- الدوافع القهريَّة
- الوَسَاوِس
- الرهاب
- الهيستيريا (أي: الهرع)
- الاكتئاب
- الـمُراق (وَسْواسُ الـمَرَض)
- تَبَدّد الشخصية

### النشاط الجنسي
- من أجل التخفيف من حدة القلق الجنسي بأسهل ما يمكن، فإن الانجذاب الجنسي لدى المريض لا يكون على أساس هوية جنس الشخص الآخر.